# انجمن هنرمندان جدید مونیخ

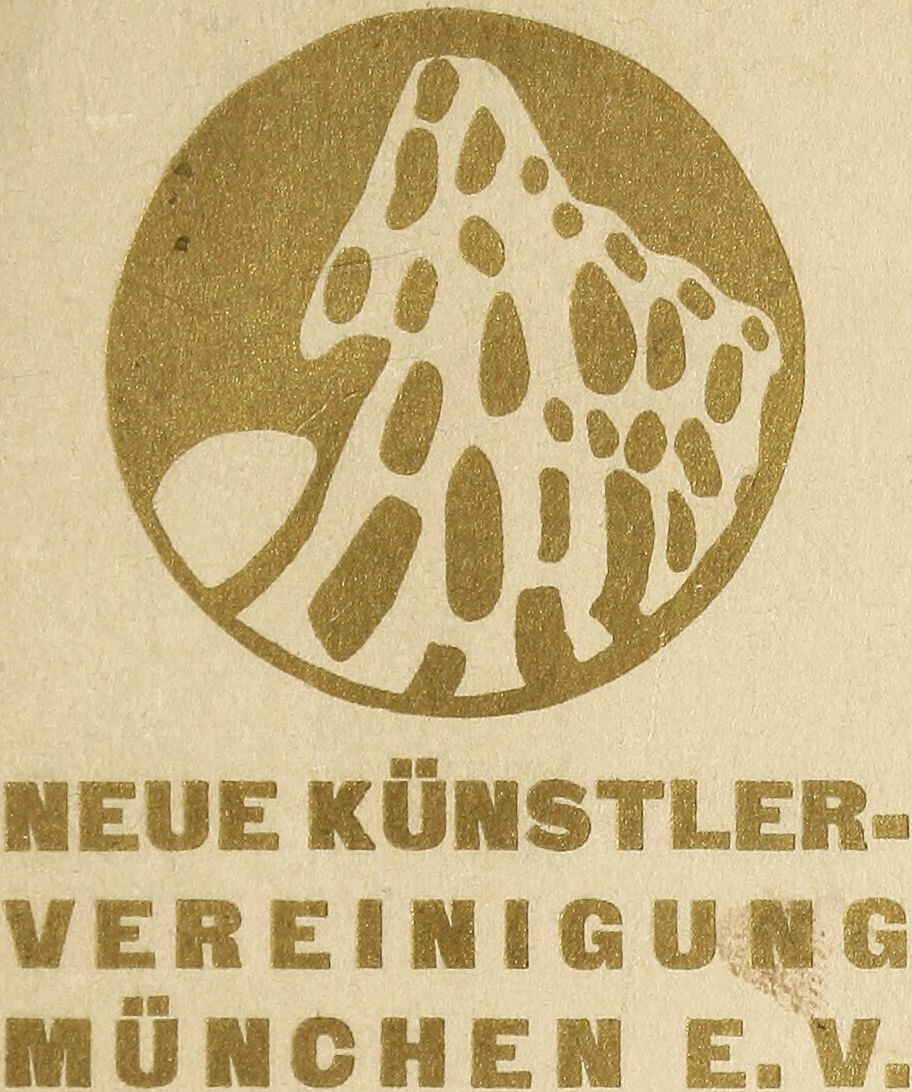
انجمن هنرمندان جدید مونیخ

انجمن هنرمندان جدید مونیخ (به آلمانی: Neue Künstlervereinigung München) گروهی از هنرمندان پیشرو بود که در سال ۱۹۰۹ به رهبری واسیلی کاندینسکی در مونیخ شکل گرفت. دیگر اعضای تشکیل‌دهندهٔ گروه شامل الکسی یاولنسکی، ماریان ون ورفکین، آدلف اربسله و گابریله مونتر می‌شد.
این انجمن به واسطه نمایشگاه‌های بحث‌برانگیزی که تخت‌تاثیر جنبش آینده‌گری در سال‌های ۱۹۰۹، ۱۹۱۰ و ۱۹۱۱ برپا کرده بود، مطرح شد. در سال ۱۹۱۱ کاندینسکی از گروه جدا شد و به همراه فرانز مارک که یک سال قبل، از انجمن در مقابل نقدهای گسترده دفاع کرده بود، گروه سوارکار آبی را تشکیل دادند.